# Primo ministro del Canada
Il primo ministro del Canada è il capo del governo canadese.

## Origine della sede
In Canada, il primo ministro è solitamente il leader del partito avente la maggioranza, anche relativa, nella Camera dei Comuni. In base al protocollo canadese, tutti i primi ministri ottengono a vita l'onorificenza di Right Honourable (onorevolissimo).

## Qualifiche e selezione
Il primo ministro riceve l'incarico di formare il governo dal governatore generale, come rappresentante della monarchia del Regno Unito in Canada. Il primo ministro deve essere un cittadino canadese di almeno 18 anni di età, membro della Camera dei Comuni o (più raramente) del Senato del Canada. La residenza ufficiale del primo ministro si trova al numero 24 di Sussex Drive, ad Ottawa.
L'incarico di primo ministro in Canada non ha una durata fissa: tuttavia, egli è obbligato a dimettersi qualora il suo partito dovesse perdere la maggioranza, anche relativa, alla Camera dei Comuni. In aggiunta, se un primo ministro viene sconfitto in una mozione di sfiducia, egli può dimettersi o, più probabilmente, può chiedere al governatore generale di sciogliere la Camera dei Comuni e proclamare una nuova elezione. Le elezioni cosiddette "federali" in Canada sono chiamate al più a cinque anni di distanza; tuttavia, il primo ministro ha la facoltà di chiedere virtualmente in qualsiasi istante lo scioglimento della Camera dei Comuni al governatore generale. Non vi è traccia sin dal 1926 di richieste di scioglimento del parlamento rifiutate dal governatore generale.
Sebbene egli sia in pratica il membro dotato di maggiori poteri del governo canadese, è erroneo definire il primo ministro come "capo di Stato" del Canada, in quanto il capo di Stato ufficiale è il monarca del Regno Unito, attualmente Carlo III, rappresentato nel paese nordamericano dal governatore generale del Canada.
Il primo ministro canadese controlla in pratica le nomine di tutti i membri del suo governo; può inoltre nominare rimpiazzi nei seggi vacanti della Corte suprema, del Senato canadese, nonché gli ambasciatori canadesi nel mondo, i dieci vice-governatori delle province canadesi, i tre commissari dei territori canadesi, e consiglia il sovrano britannico sulla nomina del nuovo governatore generale.